# 市勢村
市勢村（いちせそん）は、鳥取県東伯郡にあった村。現在の東伯郡琴浦町の一部にあたる。

## 地理
加勢蛇川左岸の沖積扇状地に位置していた。

## 歴史
- 1889年（明治22年）10月1日、町村制の施行により、八橋郡金市村、上伊勢村、下伊勢村が合併して村制施行し、市勢村が発足[1][2]。旧村名を継承した金市、上伊勢、下伊勢の3大字を編成[2]。
- 1896年（明治29年）4月1日、郡の統合により東伯郡に所属[2]。
- 1940年（昭和15年）12月12日、東伯郡逢束村、伊勢崎村と合併し浦安村を新設して廃止された[1][2]。合併後、浦安村大字金市・上伊勢・下伊勢となる[2]。

### 地名の由来
合併旧村名の各一文字を組み合わせたもの。

## 産業
- 農業

## 教育
- 1874年（明治7年）上伊勢村に市瀬小学校開校[2]。1893年（明治26年）市瀬尋常小学校に改称[2]。1901年（明治34年）高等科を併置[2]。1902年（明治35年）裁縫専修学校を併置[2]。1936年（昭和11年）統合により廃校となり、逢束ほか2か村組合立尋常高等小学校教室となる[2]。（現琴浦町立浦安小学校）